# Thomas Ruff
Thomas Ruff (Zell am Harmersbach, 10 febbraio 1958) è un fotografo tedesco, che vive e lavora a Düsseldorf.

## Biografia essenziale
Ha studiato fotografia dal 1977 al 1985 con Bernd e Hilla Becher alla Kunstakademie Düsseldorf (Accademia dell'Arte di Düsseldorf). Nel 1982 ha trascorso sei mesi alla Cité Internationale des Arts a Parigi. Nel 1993 è stato studente all'accademia artistica tedesca Villa Massimo a Roma.

È conosciuto soprattutto per i suoi ritratti di volti, originariamente di formato 20 x 25 cm, poi realizzati di enormi dimensioni.

## Thomas Ruff nei musei
- Museo nazionale delle arti del XXI secolo sez. d'arte figurativa, di Roma